# Tanglewood

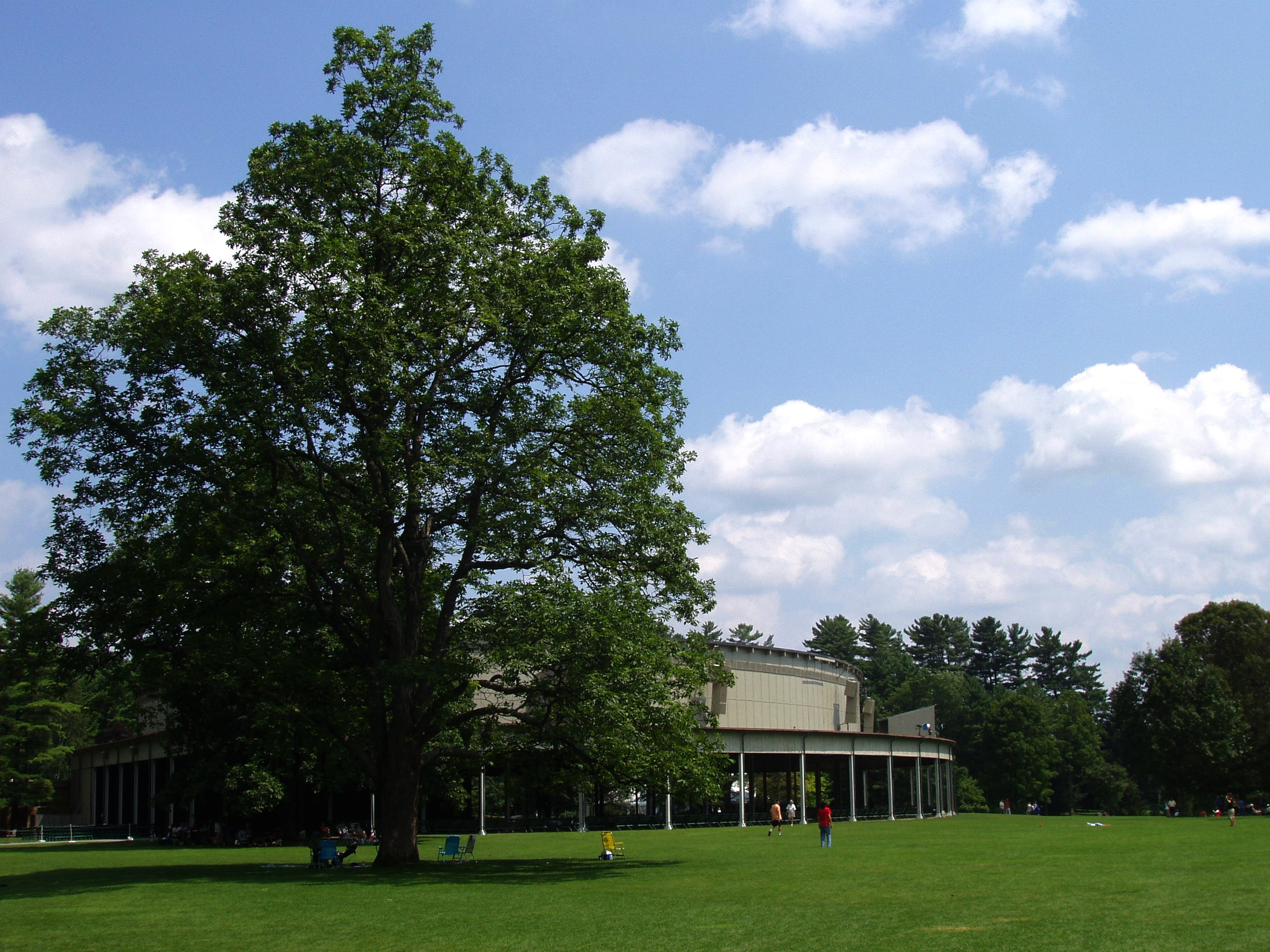
O edifício conhecido como Tanglewood Music Shed e a pradaria ao ar livre.

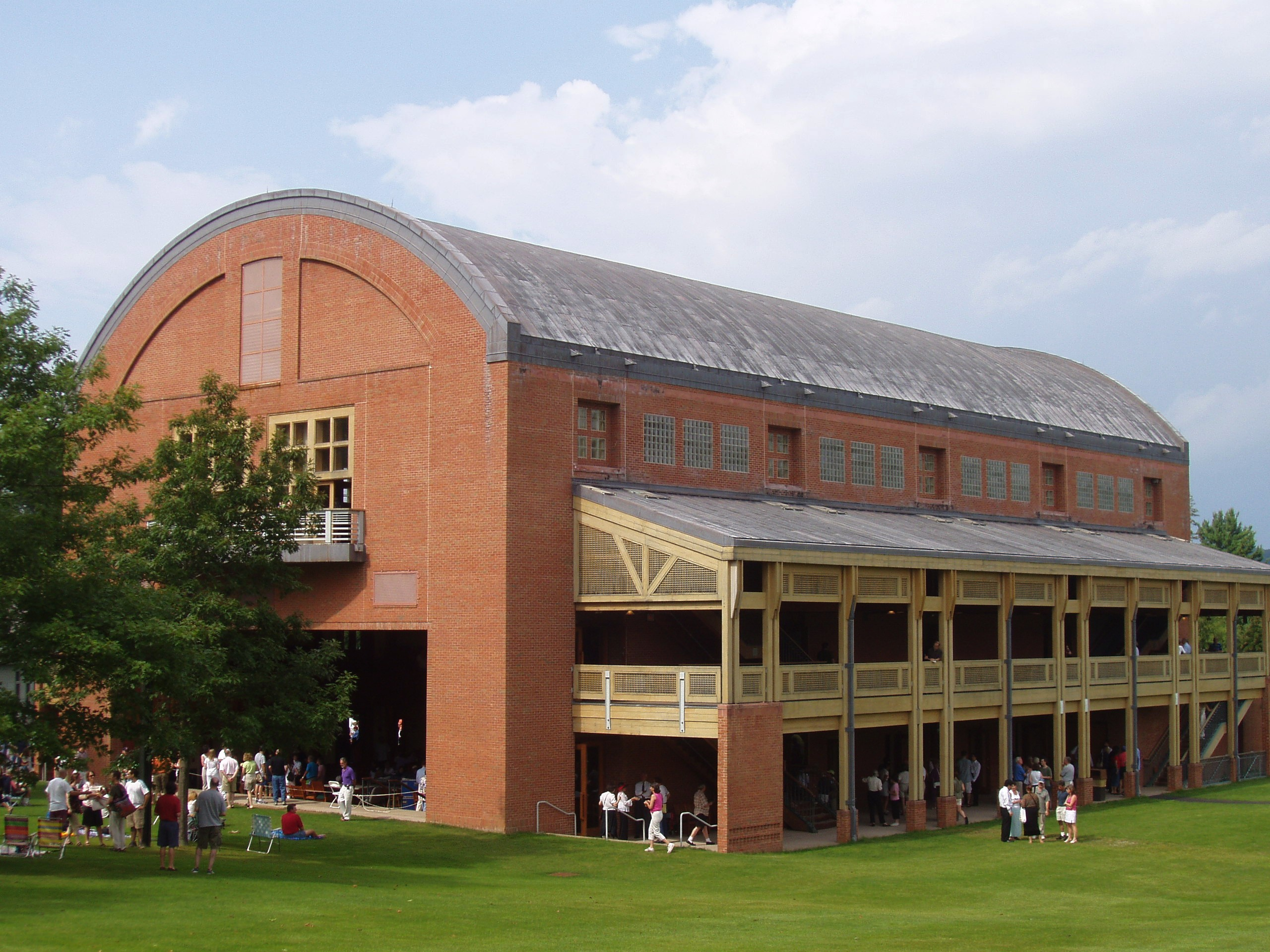
O Seiji Ozawa Hall, uma sala de concertos semi-abierta com uma capacidade de 1200 pessoas.

Tanglewood é uma propriedade rural donde se celebram concertos localizada entre as pequenas cidades de Lenox e Stockbridge, no estado de Massachusetts. É a sede do Festival de Música de Tanglewood (Tanglewood Music Festival) e do Festival de Jazz de Tanglewood (Tanglewood Jazz Festival), e está sendo a residência de verão da Orquestra Sinfônica de Boston desde 1937.

## História

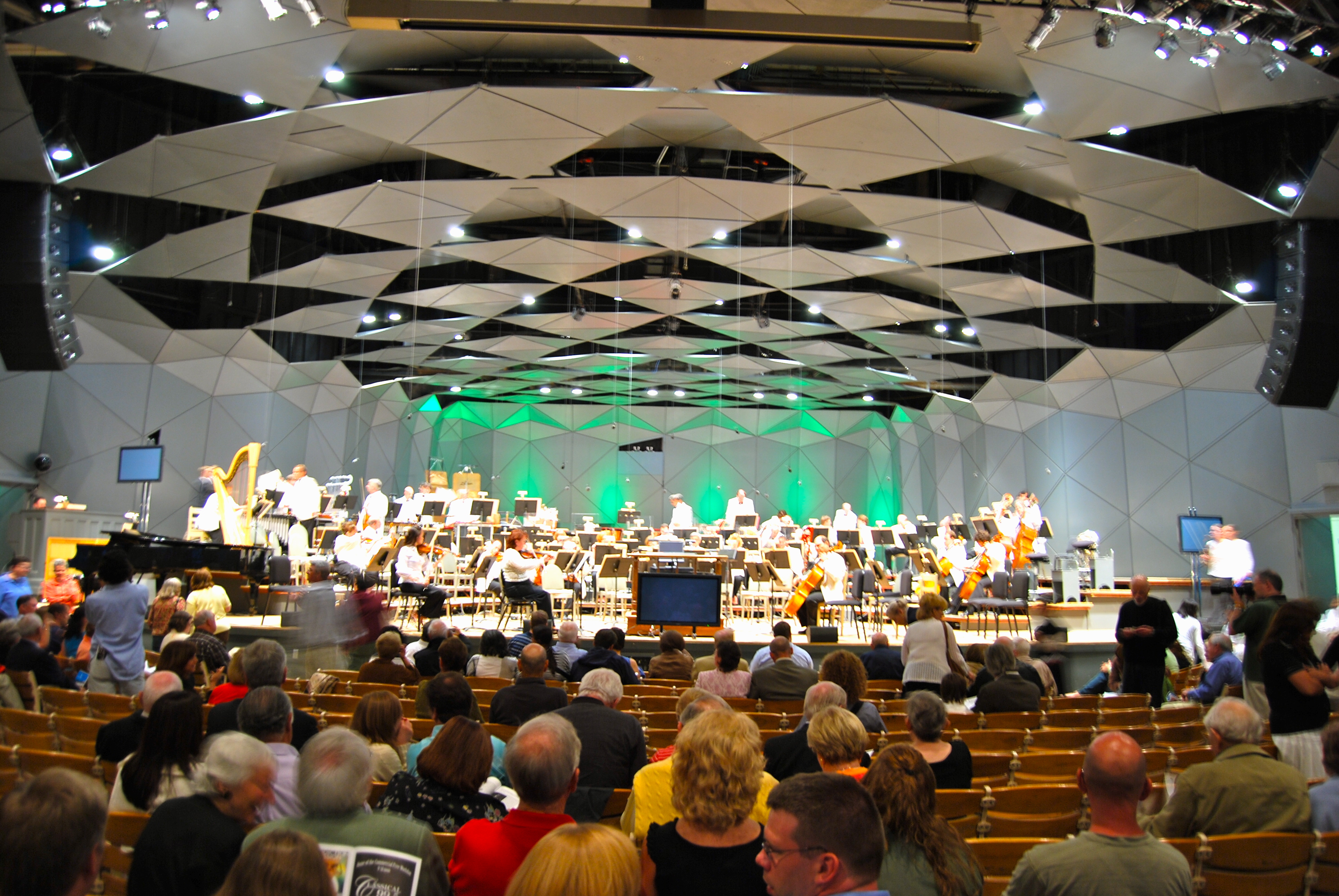
O Boston Pops se preparando para tocar sob a direção de John Williams no galpão.

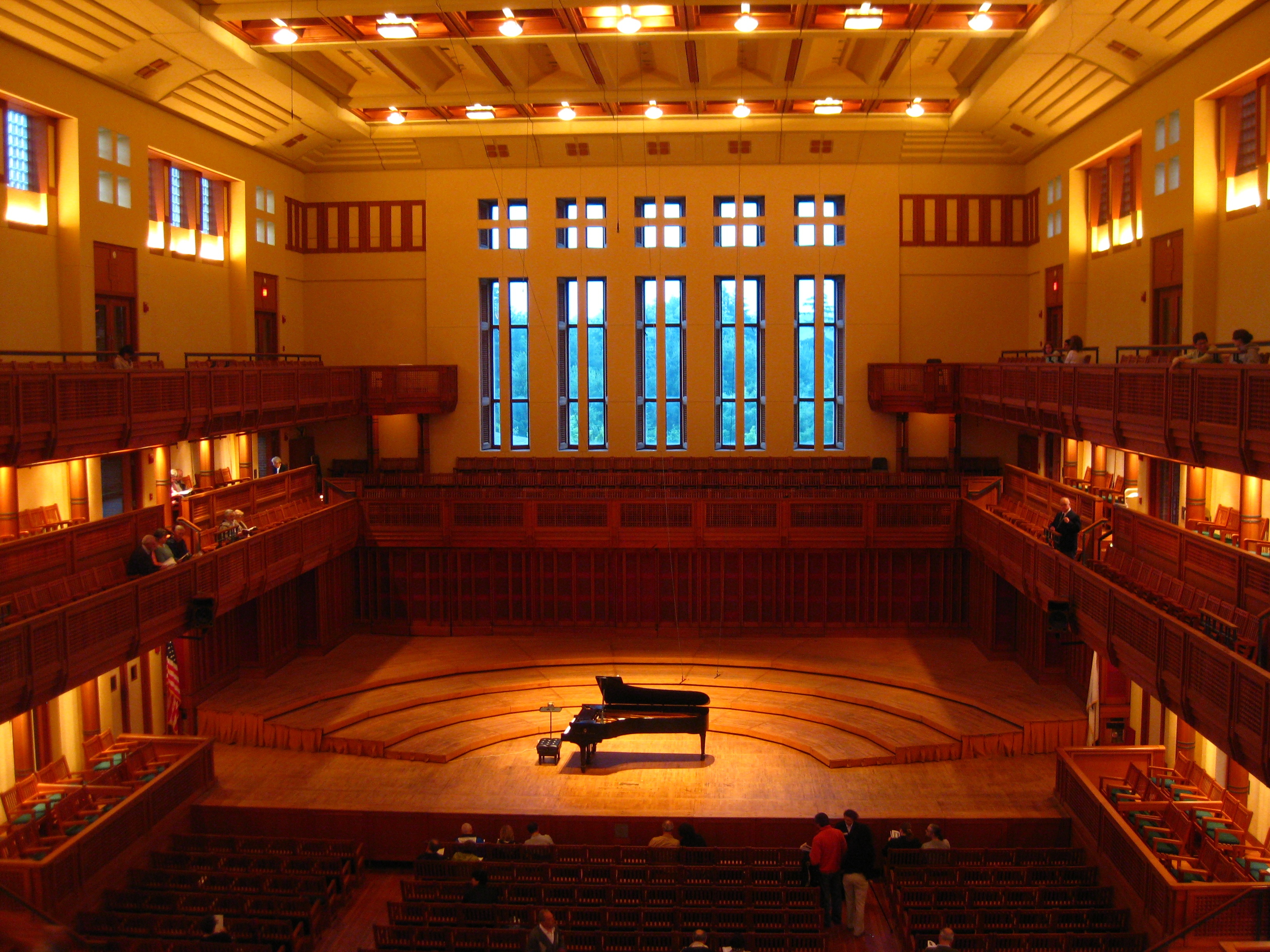
O Seiji Ozawa Hall antes de um concerto.

O nome de "Tanglewood" foi elegido pelo escritor estadunidense Nathaniel Hawthorne (1804-1864) para uma de suas obras. Hawthorne, por conselho de seu editor William Ticknor, alugou uma pequena casa de campo (cottage) na área de março de 1850 a William Tappan Aspinwall. Enquanto estava nesta casa, Hawthorne escreveu os Contos de Tanglewood (Tanglewood Tales, 1853), uma reescritura de uma série de Mitos gregos para crianças. Em memória desse livro, o proprietário renomeou a casa de campo como Tanglewood, e o nome também foi copiado rapidamente para uma casa de campo de verão próxima a propriedade da Família Tappan.
Os concertos em Tanglewood se remetem à 1936, quando a Orquestra Sinfônica de Boston (BSO) deu seus primeiros consertos em Os Berkshires. Esta primeira série de três concertos se celebrou abaixo de um toldo frente a um público de umas 15.000 pessoas. Esse mesmo ano, Mary Aspinwall Tappan (descendente de um comerciante chinês William F. Sturgis e a abolicionista Lewis Tappan), doou da casa de campo familiar de verão de Tanglewood para a orquestra.
Em 1937, a BSO retornou para um programa todo-Bethoven, apresentado em Tanglewood (210 acres), a casa de campo doada pela família Tappan. Em 1938, foi construído uma grã nave (em inglês, conhecida como Shed) em forma de ventoinha, com uns 5.100 assentos, dando a BSO uma estrutura permanente ao ar livre em que tocar. Dois anos mais tardes, o diretor da orquestra russa Serge Koussevitzky iniciou uma escola de verão para uns 300 músicos jovens, agora conhecida como O Tanglewood Music Center (anteriormente, Berkshire Music Center).

A Orquestra Sinfônica de Boston há apresentado em Koussevitzky Music Shed a cada verão, exceto no intervalo de 1942 e 1945 quando a administração cancelou os concertos e a escola de verão devido a Segunda Guerra Mundial. O galpão foi renovado em 1959 com desenhos acústicos de BBN Technologies. Em 1986, a BSO adquiriu a casa de campo adjacente Highwood, aumentando o âmbito da propriedade em uns 40%. Nessa propriedade se construiu em 1994 no edifício Seiji Ozawa Hall, nomeado em honra do diretor japonês Seiji Ozawa.
Leonard Bernstein dirigiu a BSO em Tanglewood em agosto de 1990 em que resultou ser seu último concerto. Deutsche Grammophon realizou e comercializou uma gravação ao vivo desse concerto em CD.

## Músicos jovens
Além de apresentar programas de renome no mundo da música clássica, do jazz e da música popular, também proporciona formação musical no «Centro de Música Tanglewood» (Tanglewood Music Center) para músicos pré-profissionais. Também próximo está o «Instituto Tanglewood da Universidade de Boston» (Boston University Tanglewood Institute, BUTI) para estudantes secundários. Outras organizações sinfônicas juvenis também se apresentaram tanto em Music shed com em Ozawa Hall, como a Norwalk Youth Symphony, de Norwalk, Connecticut, a Empire State Youth Orchestra, de Albany, Nova Iorque, e o Greater Boston Youth Symphony.